# Hans Vredeman de Vries

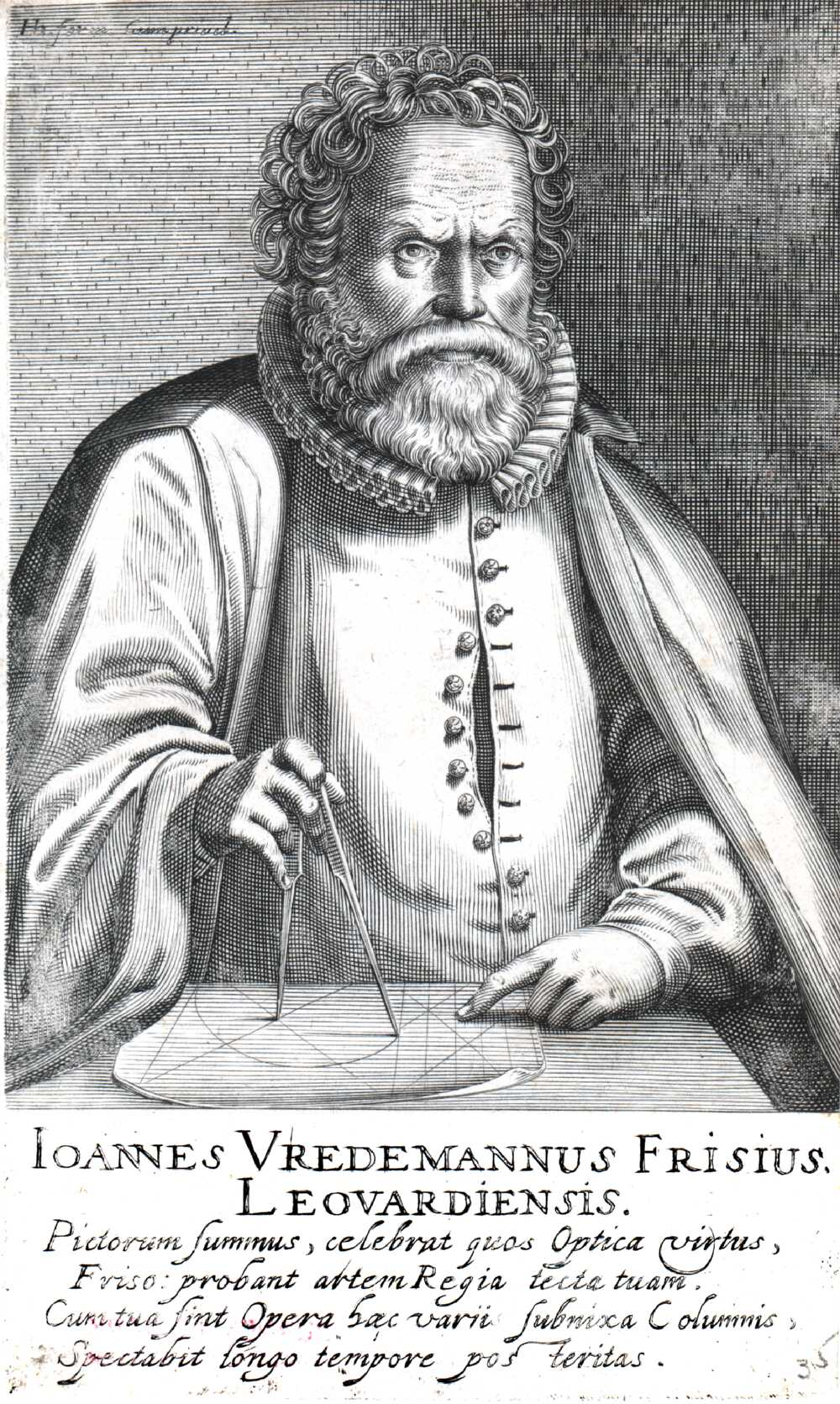
Hans Vredeman de Vries.

Cristo na Casa de Marta e Maria, 1566

Hans Vredeman de Vries (1527 – c. 1607) foi um arquiteto, pintor e engenheiro da Renascença holandesa, conhecido por estudos sobre projeção de jardins e livros sobre ornamentos e perspectiva.
Nascido em Leeuwarden e criado na Frísia, Vredeman de Vries foi para Amesterdã e Kampen em 1546. Em 1549, mudou-se para Mechelen onde estava a Corte Superior. Sebastian, seu irmão, era organista na igreja local. Vredeman de Vries projetou ornamentos para as paradas de Carlos I de Espanha e Filipe II de Espanha. Ao estudar Vitrúvio e Sebastiano Serlio (traduzido por seu professor Pieter Coecke van Aelst), tornou-se um especialista internacional em perspectiva. Continuou sua carreira em Antuérpia, onde foi designado arquiteto da cidade de engenheiro de fortificações. Após 1585, fugiu da cidade por causa da ocupação espanhola por Alessandro Farnésio. Vredeman de Vries mudou-se para Francoforte e trabalhou em Volfembutel, projetando uma fortificação e um novo layout da cidade para Júlio, Duque de Brunsvique-Volfembutel. Após a morte do Duque, o projeto foi cancelado e Hans trabalhou em Hamburgo, Danzigue (1592), Praga (1596) e Amsterdam (1600). Em sua viagens, teve a companhia de Hendrick Aerts e seu filho, Paul, ambos pintores. Seu filho, Salomon também foi pintor; Jacob Vredeman de Vries, um mestre de capela e compositor.